# Xã Mount Joy, Quận Lancaster, Pennsylvania
Xã Mount Joy (tiếng Anh: Mount Joy Township) là một xã thuộc quận Lancaster, tiểu bang Pennsylvania, Hoa Kỳ. Năm 2010, dân số của xã này là 9.873 người.